# Hans Kuhn (Künstler)

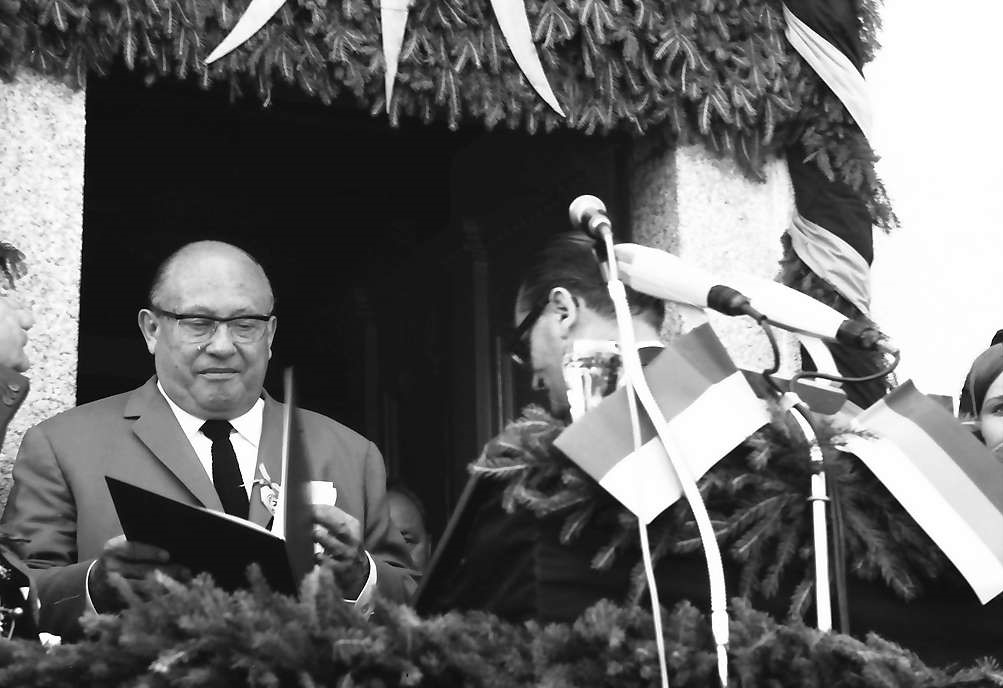
Hans Kuhn bei der Verleihung des Hans-Thoma-Preises, 1969

Hans Kuhn (* 12. Oktober 1905 in Baden-Baden; † 12. Dezember 1991 ebd.) war ein deutscher Maler, Grafiker und Hochschullehrer.

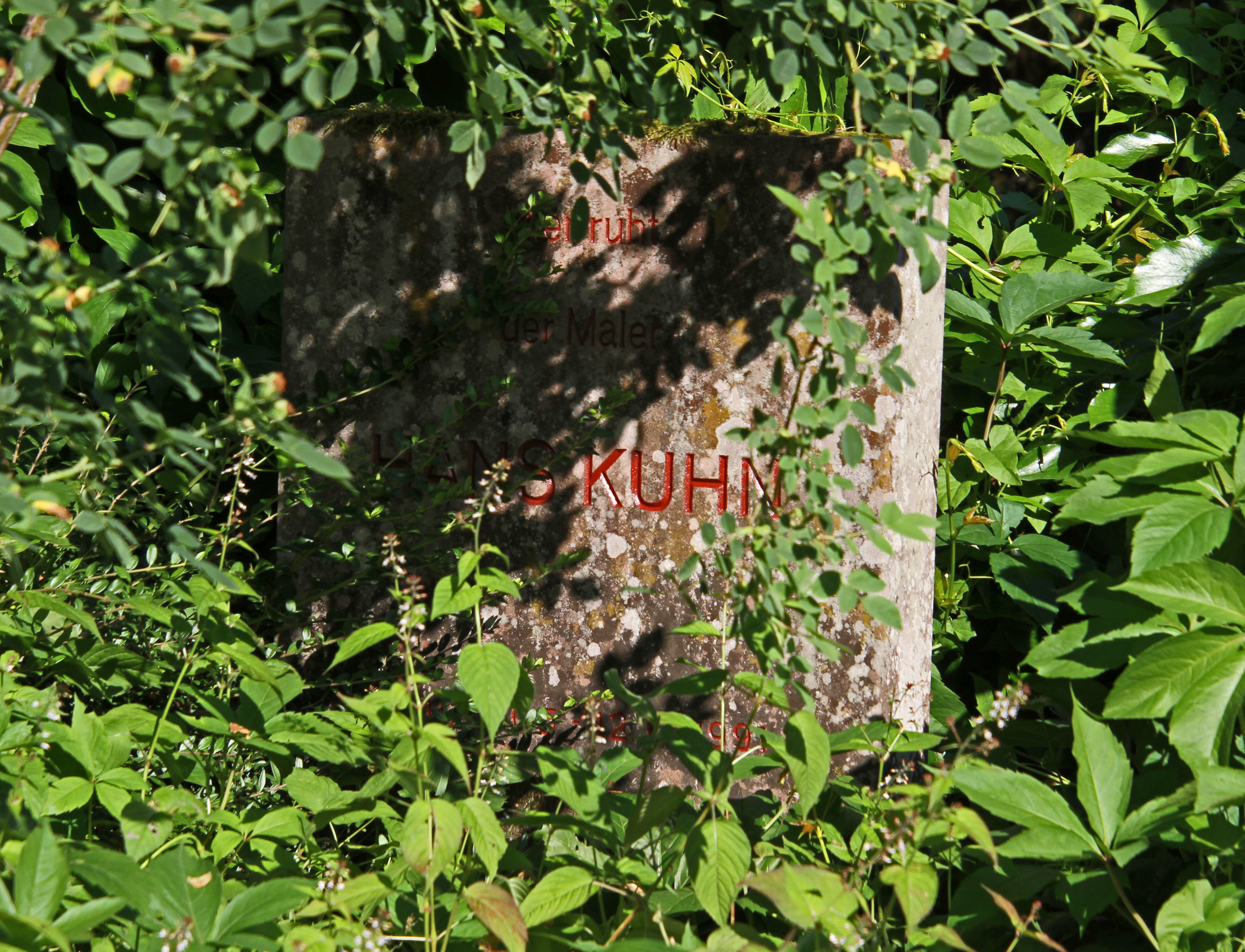
Grabstein auf dem Hauptfriedhof Baden-Baden

## Leben und Wirken
Kuhn studierte von 1924 bis 1926 bei Ludwig Meidner in Berlin und von 1926 bis 1929 in Paris bei Georges Braque und an der Ranson Academy bei Roger Bissière. Von 1929 bis 1935 lebte er auf dem italienischen Festland und auf Sizilien, wobei er Carlo Carrà, Giorgio de Chirico und Werner Gilles traf, dessen Künstlerkreis er später verbunden blieb. Von 1936 bis 1941 lebte er in Berlin. Eine Kollektivausstellung der Berliner Galerie Buchholz mit Werken Kuhns wurde 1937 beschlagnahmt, und Kuhn hatte danach Ausstellungsverbot. Von 1941 bis 1945 war Kuhn als Soldat im Krieg. 1943 wurde sein Atelier in der Keithstraße 39 durch Bomben zerstört.
Nach der Kriegsgefangenschaft in Baden-Baden wurde Kuhn von Karl Hofer an die Hochschule für Bildende Künste in Berlin berufen, wo er bis 1974 tätig war.
Ab 1975 lebte er abwechselnd in Baden-Baden und in Berlin. 1969 erhielt er den Staatspreis des Landes Baden-Württemberg. Hans Kuhn war von 1951 bis 1972 Vorstandsmitglied im Deutschen Künstlerbund.
Nach Ansicht von Günther Wirth löst er sich ab 1950 „aus stark gegenstandsbezogenen Kompositionen und verstärkt die Abstraktionstendenzen, daß er zeitweise zum ungegenständlichen Bild gelangt.“

## Ausstellungen
- 1947: Hans Kuhn, Ölgemälde & Aquarelle. Galerie Henning, Halle/Saale
- 1965: Hans Kuhn, Einzelausstellung, Kunsthalle Baden-Baden
- 1979: Hans Kuhn, Einzelausstellung, Kreismuseum Schloss Bonndorf des Landkreises Waldshut
- 2005: Hans Kuhn, Retrospektive zum 100. Geburtstag, Kunsthalle Baden-Baden[4]

## Werke, Kunst am Bau (Auswahl)

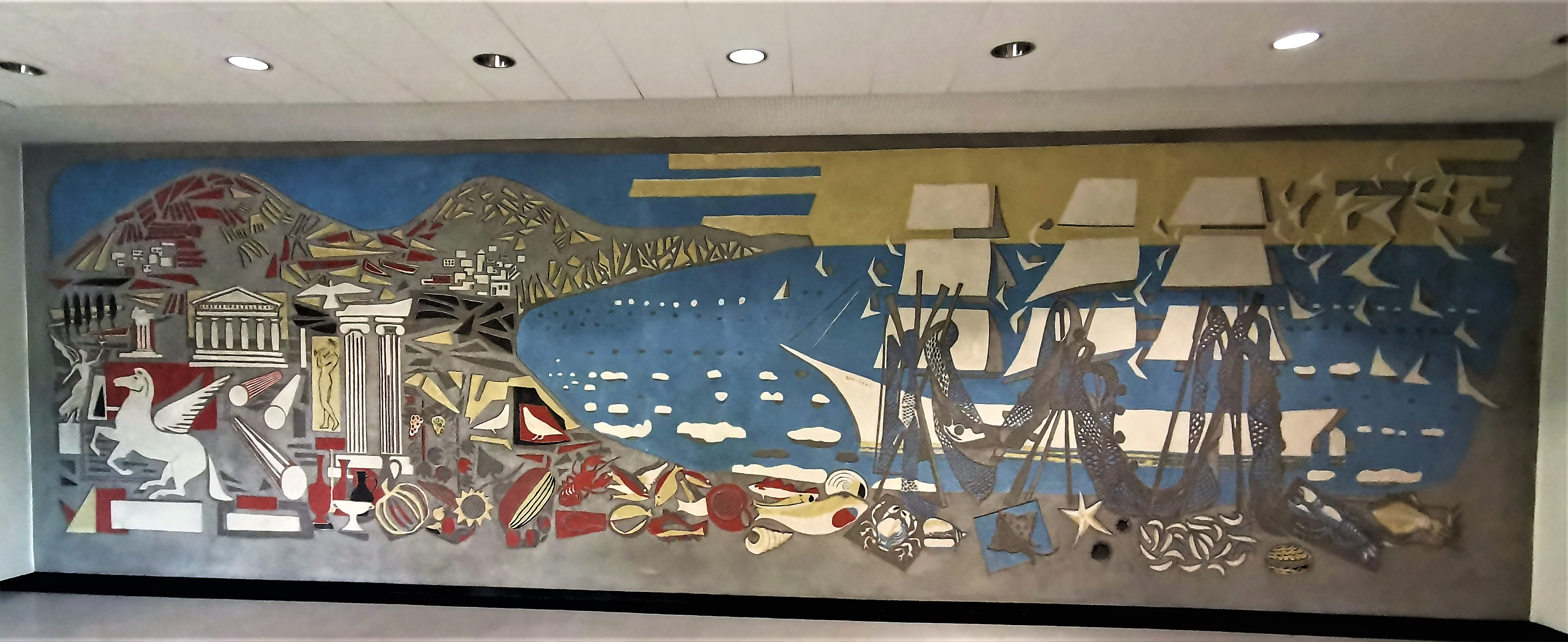
Sgraffito-Wandbild in Göttingen, 1955

- Sgraffito-Wandbild in Göttingen, 1955 Göttingen, Von-Siebold-Straße 5 (Universitätsklinik für Psychologische und Nervenkrankheiten): Sieben Wandbilder in Lackspachteltechnik und ein Sgraffito-Wandbild, 1955[5]
- Offenburg, Verwaltungsgebäude der Burda-Druckerei, Wandbild im Eingangsbereich, 1954[6]